# Чемпіонат Німеччини з хокею 1936
Чемпіонат Німеччини з хокею 1936 — 20-ий регулярний чемпіонат Німеччини з хокею, чемпіоном став клуб СК Берлін.
Матчі чвертьфіналу та півфіналу проходили в Нюрнбергу, фінальний матч відбувся в Мюнхені.

## Чвертьфінали
- СК Берлін — Штутгарт 7:0
- СК Ріссерзеє — ХК Нюрнберг 3:0
- ХК Фюссен — ЕВ Гінденбурґ 18:0
- СК Бранденбург Берлін — СВ Растенбург 3:0

## Півфінали
- СК Берлін — СК Бранденбург Берлін 1:0
- СК Ріссерзеє — ХК Фюссен 1:0

## Фінал
- СК Берлін — СК Ріссерзеє 2:1

## Склад чемпіонів
Склад СК Берлін: Тео Кауфманн, Макс Рогде, Еріх Ремер, Пол Траутманн, Рудольф Тобієн, Руді Бол, Густаф Єнеке, Вернер Корфф, Орбановські, Хаффнер.